# Componistenwijk (Berkel en Rodenrijs)
De Componistenwijk is een wijk in het noordelijke deel van de plaats Berkel en Rodenrijs (gemeente Lansingerland) in de Nederlandse provincie Zuid-Holland. Er wonen circa 680 mensen (cijfers 2008).
De straten zijn genoemd naar componisten. Het noordelijke en grootste deel van de wijk kenmerkt zich door 18 blokken van drive-inwoningen rondom groene plantsoenen. Deze woningen zijn gebouwd in het begin van de jaren 70 van de vorige eeuw.

## Geografie
Ten oosten van de wijk bevindt zich de HSL-lijn en het daarlangs aangelegde Landscheidingspark. In 2012 werd de busbaan voor de ZoRo-bus aan de westzijde van de spoorlijn aangelegd, met de halte Offenbachplantsoen op loopafstand van de wijk.